# Agave congesta
Agave congesta är en sparrisväxtart som beskrevs av Howard Scott Gentry. Agave congesta ingår i släktet Agave och familjen sparrisväxter. Inga underarter finns listade i Catalogue of Life.